# سيرج فان دن بان
سيرج فان دن بان (بالهولندية: Serge van den Ban)‏ هو لاعب كرة قدم هولندي، ولد في 2 فبراير 1980 في هارلم في هولندا. لعب مع نادي دوردريخت ونادي هارلم.

## وصلات خارجية
- سيرج فان دن بان على موقع قاعدة بيانات كرة القدم.إي يو (الإنجليزية)